# Verona (New Jersey)
Verona è un comune (township) degli Stati Uniti d'America, situato nello stato del New Jersey, nella contea di Essex.

## Curiosità
La città trae il suo nome dalla città di Verona in Italia.